# Twierdza Kijów

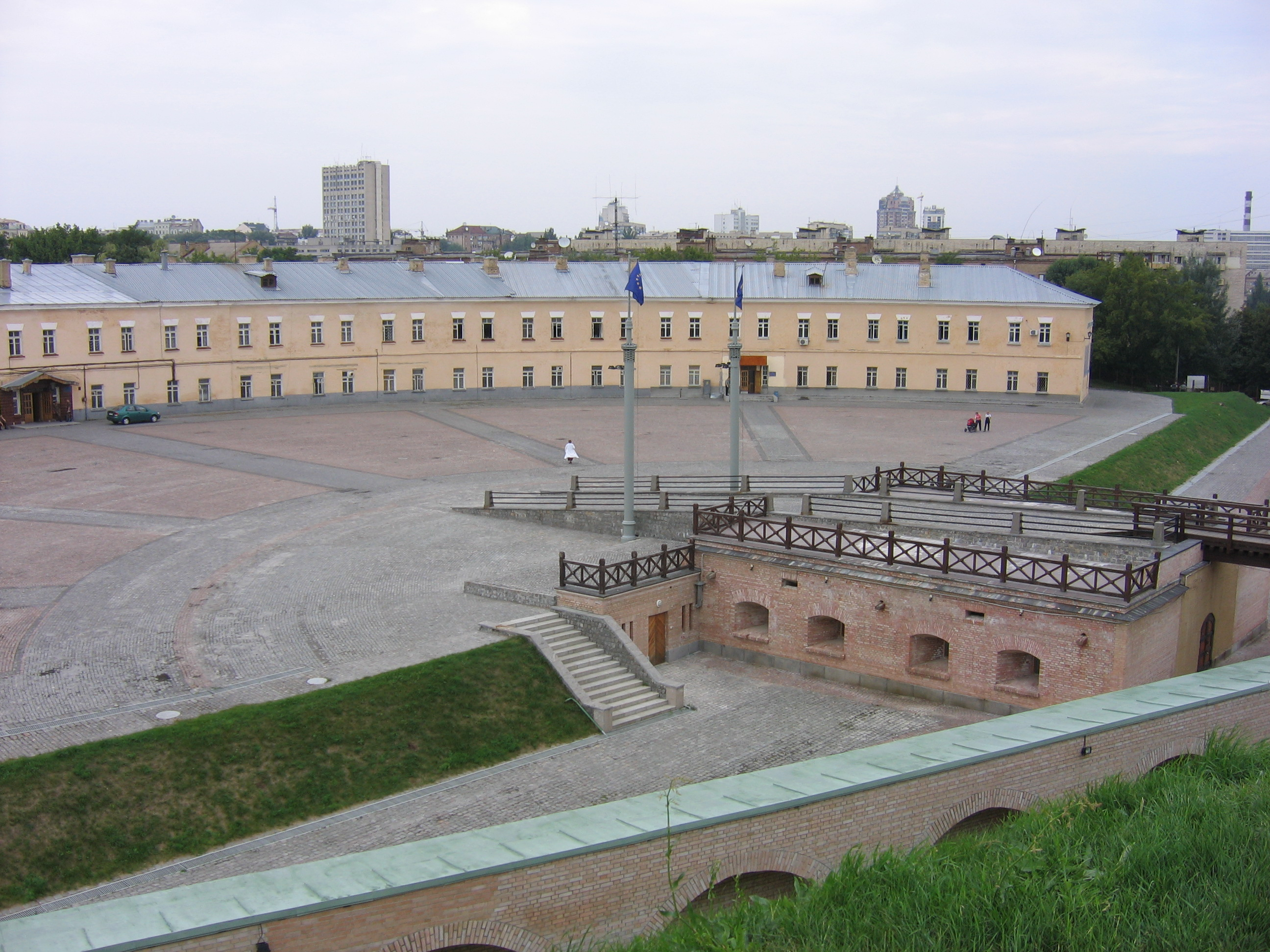
Twierdza Kijów

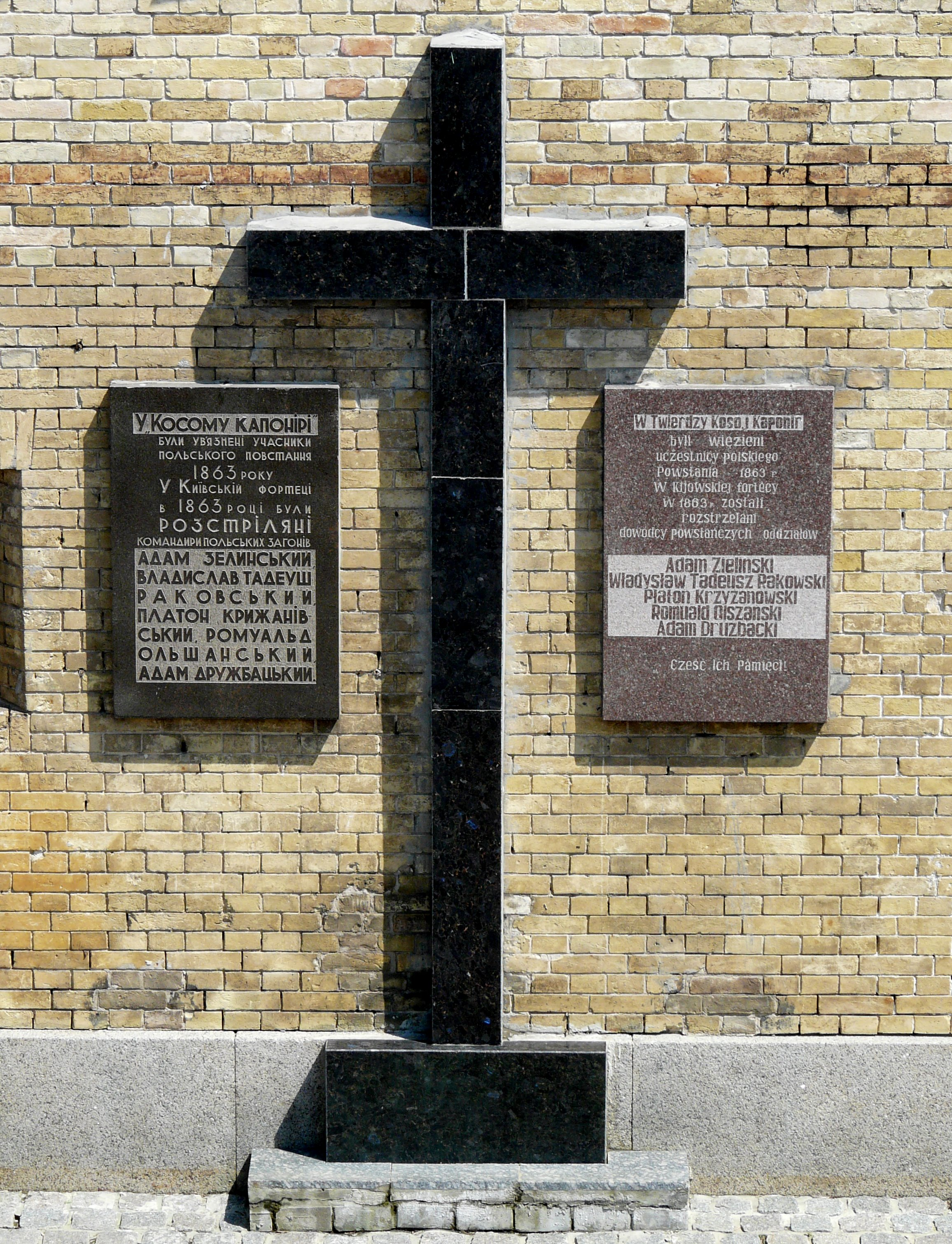
Tablice poświęcone więzionym, a następnie rozstrzelanym uczestnikom Powstania Styczniowego.

Twierdza Kijów (ukr: Київська фортеця) – fortyfikacje zbudowane w XIX wieku w Kijowie, należące w przeszłości do systemu twierdz zachodniej Rosji. W skład twierdzy wchodziły:
- Cytadela zlokalizowana wokół klasztoru Ławra Peczerska na terenie której znajdował się arsenał
- Umocnienie Zwierzynieckie
- Umocnienie Wasylkowskie
- Umocnienie Szpitalne ze szpitalem oraz m.in. Skośną Kaponierą (Косий капонір) pełniącą po 1860 roku funkcję więzienia
- Fortu Łysogórskiego (Лысогорский форт) zbudowanego na południe od cytadeli w latach 1872-1874 według projektu Eduarda Totlebena koło dzielnicy Saperska Słobódka. Na początku XX wieku wykorzystywany jako miejsce egzekucji. Fort ten był świadkiem walk obronnych w 1941 r.

Obecnie niektóre budynki są odnowione i przekształcone w muzeum o nazwie Twierdza Kijów, podczas gdy inne są używane dla różnych potrzeb wojskowych i komercyjnych.
W 1863 roku po stłumieniu w okolicach Kijowa powstania styczniowego, walczących w nim Polaków osadzono w twierdzy na terenie Peczerska, osadzając w baszcie Północnej około 1200 powstańców. 18 maja w Skośnej Kaponierze rozstrzelany został Adam Zieliński, 9 listopada Władysław Rakowski i Platon Krzyżanowski, a po kilku dniach Romuald Olszański, Władysław Padlewski i Maurycy Drużbacki. Wielu innych zesłano na Syberię.